# Источна провинција (Кенија)
Источна провинција је једна од осам бивших првинција у Кеније. Према подацима из 1999. године у њој је живело 4 милиона 632 хиљаде становника. Површина коју заузима је 159 891 км2. Главни град је био Ембу.

## Географија
Од значајних географских одредница у северним деловима Источне провниције се налазе језеро Туркана и пустиња Чалби. Две најдуже реке у Кенији Тана и Галана пролазе делом свог тока кроз Источну провинцију. Клима је сушна у северним деловима и полусушна у јужним деловима.

## Становништво
На подручју бивше Источне провинције живе припадници следећих етничких група: Камба, Меру, Боран. Поред административног центра који је град Ембу, већи градови су Мачакос и Меру.

## Привреда
Основна привредна активност је номадско сточарство.

## Дистрикти
Источна провинција је 2009. године била подељена на 8 дистрикта и то: Ембу, Исиоло, Китуи, Мачакос, Макуени, Марсабит, Меру и Тарака.